# Oļģerts Hehts
Oļģerts Hehts  (ur. 30 grudnia 1931 na Łotwie, zm. 16 września 2016) – łotewski koszykarz występujący na pozycji środkowego.
W latach 1953–1960 grał w ASK Ryga. Z zespołem zdobył cztery mistrzostwa kraju (1955, 1956, 1957, 1958) oraz trzy tytuły w Eurolidze (1958, 1959, 1960).